# Melgarejo (película de 1937)
Melgarejo es una película argentina en blanco y negro dirigida por Luis José Moglia Barth sobre su propio guion según la obra homónima de Florencio Parravicini que se estrenó el 19 de mayo de 1937 y que tuvo como protagonistas a Florencio Parravicini, Mecha Ortiz, Santiago Gómez Cou y Orestes Caviglia.

## Sinopsis
Una estanciera inducida al adulterio es ayudada por su chofer, que descubre a los villanos.

## Producción
Florencio Parravicini había estrenado en 1920 su obra Melgarejo, una comedia en tres actos que, a lo largo de las representaciones, iba retocando con su característico hábito de “morcillar”, cuyo éxito le había permitido reponerla varias veces. Ángel Mentasti imaginó que una película de Parravicini podía llevar al cine a gran concurrencia, incluyendo muchas señoras que no se animaban a verlo en el teatro por el lenguaje muchas veces zafado que usaba. La película salió muy teatral y el director no pudo con el famoso actor y tuvo que permitirle repetir en cámara los chistes de grueso calibre usuales en sus representaciones; Parravicini incluso realizó algunos “apartes” insólitos en cine, como cuando larga un monólogo acerca del que pierde todo menos la honradez, mientras escucha a un cantor de tangos, o cuando en una escena con un surtidor mira directamente a la cámara y se dirige a los espectadores como hacía en el teatro. Tal era la atracción de la película que se dio durante dos semanas en el cine Hispano de Nueva York.
Fue la primera película en la cual –por encargo de Mentasti- Carlos Rinaldi se hizo cargo del montaje, que en filmes anteriores hacía Moglia Barth; Rinaldi fabricó una moviola usando la cabeza de un viejo proyector Pathé y un volante que le permitía detener la proyección a voluntad y se instaló en su departamento donde comenzó a operar con sus hermanos Gerardo y Atilio como ayudantes. Primero estudiaba las tomas elegidas, hasta conocerlas, una vez familiarizado con el material razonaba mentalmente sobre sus posibilidades de armado, luego la ponía sobre el papel escribiendo una especie de encuadre del montaje y recién después cortaba y pegaba, tras lo cual todavía era posible algunos ajustes. Si consideraba que todavía faltaban tomas para obtener el grado de fluidez, equilibrio estético o valoración dramática deseables, hablaba con el director y si éste estaba convencido las filmaba. Por eso se esforzaba para compaginar cada escena antes que en el estudio se desmontara el decorado.

## Reparto
Actuaron en el filme los siguientes intérpretes:
- Florencio Parravicini	... 	Cándido Melgarejo
- Mecha Ortiz	... 	Clotilde Contreras
- Santiago Gómez Cou	... 	Ricardo
- Orestes Caviglia	... 	Carlos Bertolini
- Blanca del Prado	... 	Julia Bertolini
- Ernesto Raquén	... 	Juancito
- Rufino Córdoba	... 	Clodomiro Barragán
- Margarita Padín	... 	Cholita
- Ilde Pirovano	... 	María Malatesta
- Blanca Vidal	... 	Remigia Contreras
- Adelaida Soler	... 	Martina
- José Ruzo	... 	Capataz
- Dorita Ferreyro	... 	Invitada 1
- Tilda Thamar	... 	Invitada 2
- Malisa Zini	... 	Invitada 3
- Herminia Velich	... 	Invitada 4
- Delia Garcés	... 	Invitada 5
- Manuel Alcón	... 	Liborio
- Amanda Varela	... 	Invitada 6
- Juan Vítola
- Emilio Velich
- Juan Pecci
- Raúl Deval

## Comentarios
Un aspecto valioso del filme es que sirve de documento fílmico, permitiendo que las nuevas generaciones conozcan el estilo teatral de aquel entonces y la modalidad actoral de un grande de la escena como fue Florencio Parravicini.
Sobre la película dijo el crítico Calki: “Alcanza en muchos instantes gran comicidad. Parravicini a toda cuerda, como en el teatro, vivaz exuberante arrollador, llenando la pantalla al igual que la escena… la película es Parravicini”.